# Francesco De Vito
Francesco De Vito (ur. 10 sierpnia 1970 w Tarencie) – włoski aktor filmowy i telewizyjny, najlepiej znany z roli apostoła Piotra w Pasji (2004) Mela Gibsona.

## Filmografia

### filmy fabularne
- 1999: Questo è il giardino jako Watchman
- 2003: Liberi jako Beppe
- 2003: Odnaleźć przeznaczenie (I Am David) jako Roberto
- 2004: Pasja jako Piotr Apostoł
- 2005: Święte serce (Cuore sacro) jako kierowca Antonio
- 2005: Tygrys i śnieg jako Valeri
- 2006: Mission: Impossible III jako ksiądz
- 2009: Pane e libertà (TV) jako Maestro Parreca
- 2009: Dziewięć (Nine) jako dziennikarz radiowy
- 2009: Ce n'è per tutti jako Mauro
- 2010: Pewnego razu w Rzymie jako Cabbie
- 2011: Amanda Knox: Murder on Trial in Italy (TV) jako inspektor Battistelli
- 2012: Goltzius and the Pelican Company jako Rabbi Moab
- 2012: Zakochani w Rzymie jako mężczyzna w oknie
- 2013: Watykan - za zamkniętymi drzwiami (The Vatican, TV) jako wykonawca czekoladek
- 2015: Kryptonim U.N.C.L.E. jako nocny menadżer

### seriale TV
- 2001: Via Zanardi, 33 - odc. „Mai dire claustrofobia”
- 2004: Don Matteo - odc. „Morte all'alba”
- 2007: La strana coppia jako Ivo Grossi
- 2009: Pane e libertà
- 2010: Fuoriclasse
- 2012: Oskarżona Amanda Knox (Arne Dahl: Europa blues) jako Marconi
- 2014: Prawdziwa historia rodu Borgiów jako Niccolo da Correggio